# Carlo Palma
Carlo Palma (Urbino, 16 gennaio 1643 – Fossombrone, 16 marzo 1718) è stato un vescovo cattolico italiano.

## Biografia
Nacque ad Urbino il 16 gennaio 1643, discendente della nobile famiglia urbinate dei Palma.
Fu ordinato sacerdote il 16 aprile 1688.
Il 19 gennaio 1709 papa Clemente XI lo nominò vescovo di Fossombrone, ricevendo la consacrazione episcopale nella chiesa di Sant'Ignazio a Roma dal cardinale Fabrizio Paolucci, co-consacranti l'arcivescovo metropolita di Urbino Antonio Francesco Sanvitale e l'arcivescovo titolare di Teodosia Domenico Zauli.
Morì a Fossombrone il 16 marzo 1718 all'età di 75 anni.

## Genealogia episcopale
La genealogia episcopale è:
- Cardinale Scipione Rebiba
- Cardinale Giulio Antonio Santori, O.P.
- Cardinale Girolamo Bernerio
- Arcivescovo Galeazzo Sanvitale
- Cardinale Ludovico Ludovisi
- Cardinale Luigi Caetani
- Cardinale Ulderico Carpegna
- Cardinale Paluzzo Paluzzi Altieri degli Albertoni
- Cardinale Gaspare Carpegna
- Cardinale Fabrizio Paolucci
- Vescovo Carlo Palma